# Dražkovce
Dražkovce (deutsch Andreas-Josef, ungarisch Draskócvölgye – bis 1907 Draskócdolina – bis 1900 Dráskóc) ist eine Gemeinde im Norden der Slowakei mit 1063 Einwohnern (Stand 31. Dezember 2024), die zum Okres Martin, einem Teil des Žilinský kraj, gehört und zur traditionellen Landschaft Turz gezählt wird.

## Geographie

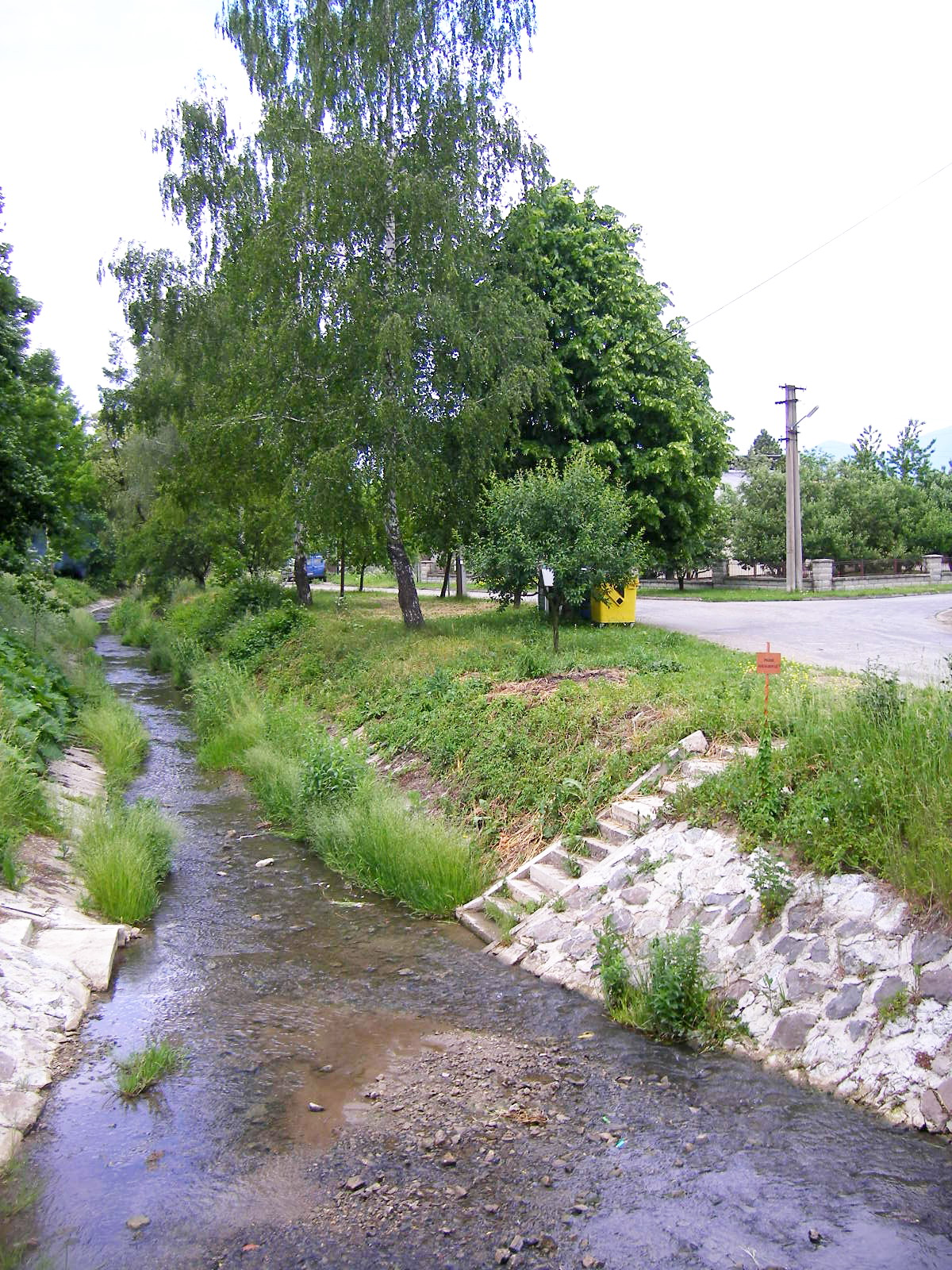
Der Sklabinský potok

Die Gemeinde befindet sich im Nordteil des Talkessels Turčianska kotlina in einem kleinen erodierten Tal des Baches Sklabinský potok. Das Gemeindegebiet ist ein entwaldetes Hügelland mit überwiegend braunen Waldböden. Das Ortszentrum liegt auf einer Höhe von 430 m n.m. und ist vier Kilometer von Martin entfernt.
Zur Gemeinde gehören die mit dem Hauptort längst verschmolzenen Ortsteile Bohúnkovská Strana (nach 1913 eingemeindet, ungarisch Ivánkaföld), Dolina (nach 1898 eingemeindet) und Svätá Helena (nach 1877 eingemeindet, ungarisch Szenthelena).
Nachbargemeinden sind Martin im Westen und Norden, Diaková im Osten sowie Dolný Kalník und Žabokreky im Süden.

## Geschichte

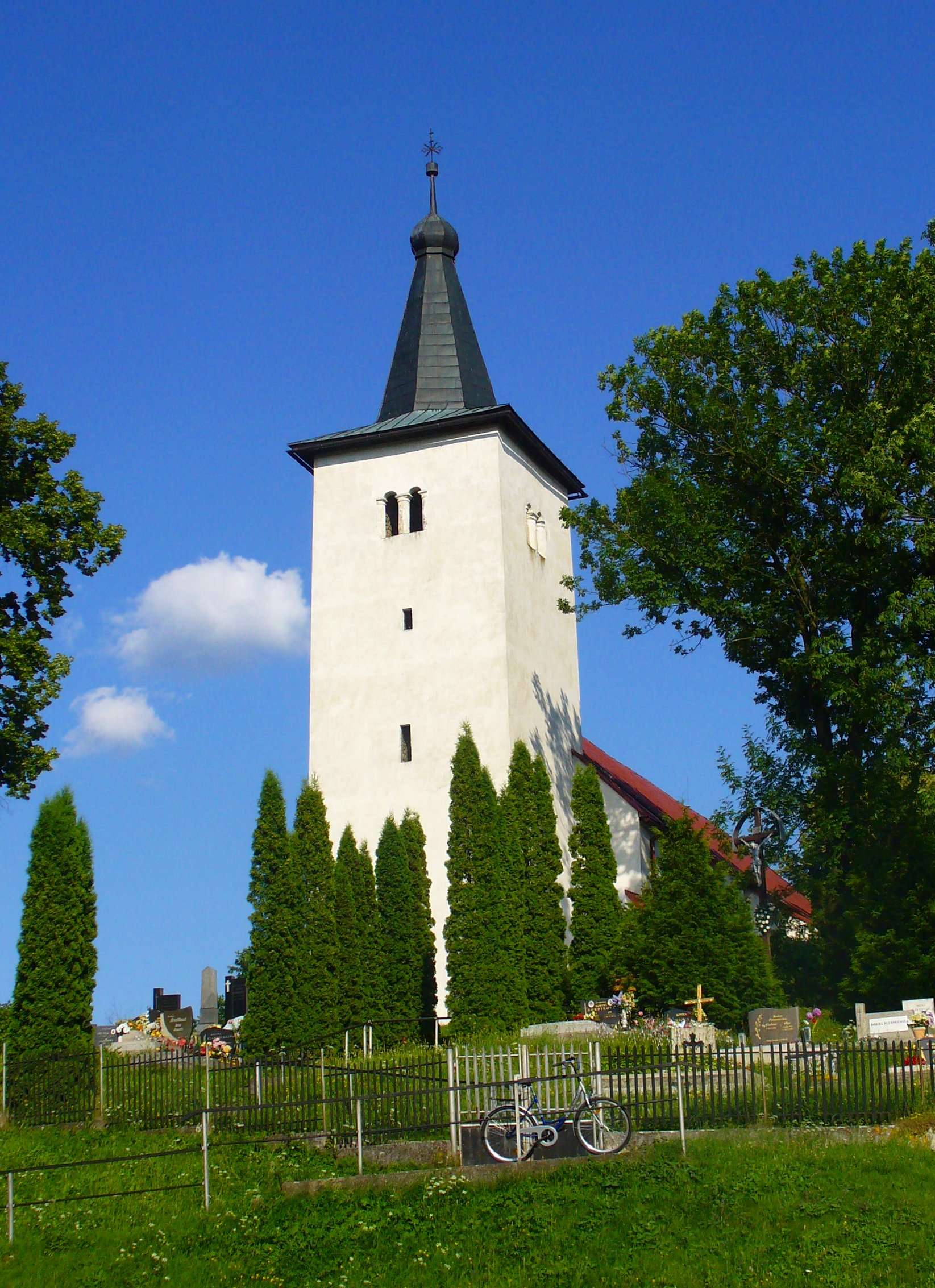
Romisch-katholische Kirche in Dražkovce

Dražkovce wurde zum ersten Mal 1242 schriftlich erwähnt und leitet seinen Namen vom slawischen Personennamen Drašk ab. Es war ein Dorf im Besitz des Landadels, im 18. Jahrhundert war es Besitz des Geschlechts Draskócz und im 19. Jahrhundert besaß die Familie Bulyovszky die Mehrheit der Ortsgüter. 1828 zählte man 38 Häuser und 265 Einwohner, die als Landwirte beschäftigt waren.
Bis 1918 gehörte der im Komitat Turz liegende Ort zum Königreich Ungarn, kam danach zur Tschechoslowakei beziehungsweise heute Slowakei.

## Bevölkerung
| Jahr                | 1994 | 2004     | 2014     | 2024     |
| ------------------- | ---- | -------- | -------- | -------- |
| Anzahl der Personen | 498  | 571      | 936      | 1063     |
| Unterschied         |      | +14,65 % | +63,92 % | +13,56 % |

| Jahr                | 2023 | 2024    |
| ------------------- | ---- | ------- |
| Anzahl der Personen | 1068 | 1063    |
| Unterschied         |      | −0,46 % |

Nach der Volkszählung 2011 wohnten in Dražkovce 828 Einwohner, davon 780 Slowaken, neun Tschechen, vier Roma sowie jeweils ein Mährer, Polen, Russe und Ukrainer. Zwei Einwohner gaben eine andere Ethnie an und 29 Einwohner machten keine Angabe zur Ethnie.
299 Einwohner bekannten sich zur römisch-katholischen Kirche, 250 Einwohner zur Evangelischen Kirche A. B., sechs Einwohner zur evangelisch-methodistischen Kirche, vier Einwohner zur griechisch-katholischen Kirche sowie jeweils ein Einwohner zur altkatholischen Kirche, zur orthodoxen Kirche und zur reformierten Kirche; zwei Einwohner bekannten sich zu einer anderen Konfession. 194 Einwohner waren konfessionslos und bei 70 Einwohnern wurde die Konfession nicht ermittelt.

## Bauwerke
- römisch-katholische Helenenkirche im frühgotischen Stil aus dem Jahr 1300
- Landsitz der Familie Lehotský aus der ersten Hälfte des 18. Jahrhunderts
- Landsitz der Familie Bulyovszky im klassizistischen Stil aus der Mitte des 19. Jahrhunderts